# Salaparuta (vino)
Il Salaparuta è una DOC istituita con decreto del 08/02/2006 pubblicato sulla gazzetta ufficiale 20/02/2006 n 42 la cui produzione è consentita solo da uve provenienti da vigneti ubicati in terreni vocati alla qualità all'interno dei confini territoriali del comune di Salaparuta (TP).

## I vini della DOC
- Salaparuta rosso
- Salaparuta rosso riserva
- Salaparuta bianco
- Salaparuta Inzolia
- Salaparuta Grillo
- Salaparuta Chardonnay
- Salaparuta Catarratto
- Salaparuta Nero d'Avola
- Salaparuta Nero d'Avola riserva
- Salaparuta Merlot
- Salaparuta Merlot riserva
- Salaparuta Cabernet Sauvignon
- Salaparuta Cabernet Sauvignon riserva
- Salaparuta Syrah
- Salaparuta Syrah riserva
- Salaparuta novello

## Vitigni ammessi
La denominazione di origine controllata "Salaparuta" è riservata ai vini rossi e bianchi ottenuti da uve provenienti da vigneti aventi nell'ambito aziendale, rispettivamente per le varie tipologie, la seguente composizione ampelografica:
- Salaparuta Catarratto:
  - Catarratto minimo: 85%
  - colore: giallo paglierino più o meno intenso
  - odore: caratteristico, fine
  - sapore: armonico, pieno, intenso
  - titolo alcolometrico volumico totale minimo: 12%
  - acidità totale minima: 4,5 g/l
  - estratto non riduttore minimo: 18,0 g/l
- Salaparuta Nero d'Avola:
  - Nero d'Avola minimo: 85%
  - colore: rosso intenso
  - odore: delicato, caratteristico, fruttato
  - sapore: corposo, armonico, speziato
  - titolo alcolometrico volumico totale minimo: 13%
  - acidità totale minima: 4,5 g/l
  - estratto non riduttore minimo: 25,0 g/l
- Salaparuta Chardonnay:
  - Chardonnay minimo: 85%
  - colore: giallo più o meno intenso
  - odore: intenso, caratteristico
  - sapore: gradevole, fruttato
  - titolo alcolometrico volumico totale minimo: 13%
  - acidità totale minima: 4,5 g/l
  - estratto non riduttore minimo: 19,0 g/l
- Salaparuta bianco:
  - Catarratto minimo: 60%
  - colore: giallo paglierino più o meno intenso
  - odore: fine, elegante
  - sapore: delicato, tipico
  - titolo alcolometrico volumico totale minimo: 12%
  - acidità totale minima: 4,5 g/l
  - estratto non riduttore minimo: 17,0 g/l
- Salaparuta rosso:
  - Nero d'Avola minimo: 65%
  - colore: rosso intenso
  - odore: gradevole, fine
  - sapore: armonico, strutturato
  - titolo alcolometrico volumico totale minimo: 12,5%
  - acidità totale minima: 4,5 g/l
  - estratto non riduttore minimo: 19,0 g/l
- Salaparuta novello:
  - Nero d'Avola: minimo 50%
  - Merlot minimo 20%
  - colore: rosso rubino
  - odore: intenso, fruttato, caratteristico
  - sapore: sapido, morbido
  - titolo alcolometrico volumico minimo: 11,5%
  - acidità totale minima: 4,5 g/l
  - estratto non riduttore minimo: 18,0 g/l

## Tecniche di produzione
I nuovi impianti ed i reimpianti dovranno essere allevati ad alberello o a controspalliera ed avere una densità di 4.000 ceppi/ettaro per i vitigni a bacca rossa e di 3500 ceppi/ettaro per quelli a bacca gialla.
È vietata ogni pratica di forzatura, ma consentita l'irrigazione di soccorso.
Tutte le operazioni di vinificazione debbono essere effettuate nella zona DOC.

## Abbinamenti consigliati
- Vini a bacca bianca: ideale per tutti i piatti di pesce, e per accompagnare il pescato fresco.
- Vini a bacca rossa: eccellente con arrosti di carni e formaggi stagionati.